# Dragan Đokanović
Dragan Đokanović, srbsky Драган Ђокановић, (20. dubna 1958, Sarajevo) je srbský politik, předseda politické strany Demokratska stranka federalista.